# Société de recherches et d'exploitation des pétroles en Tunisie

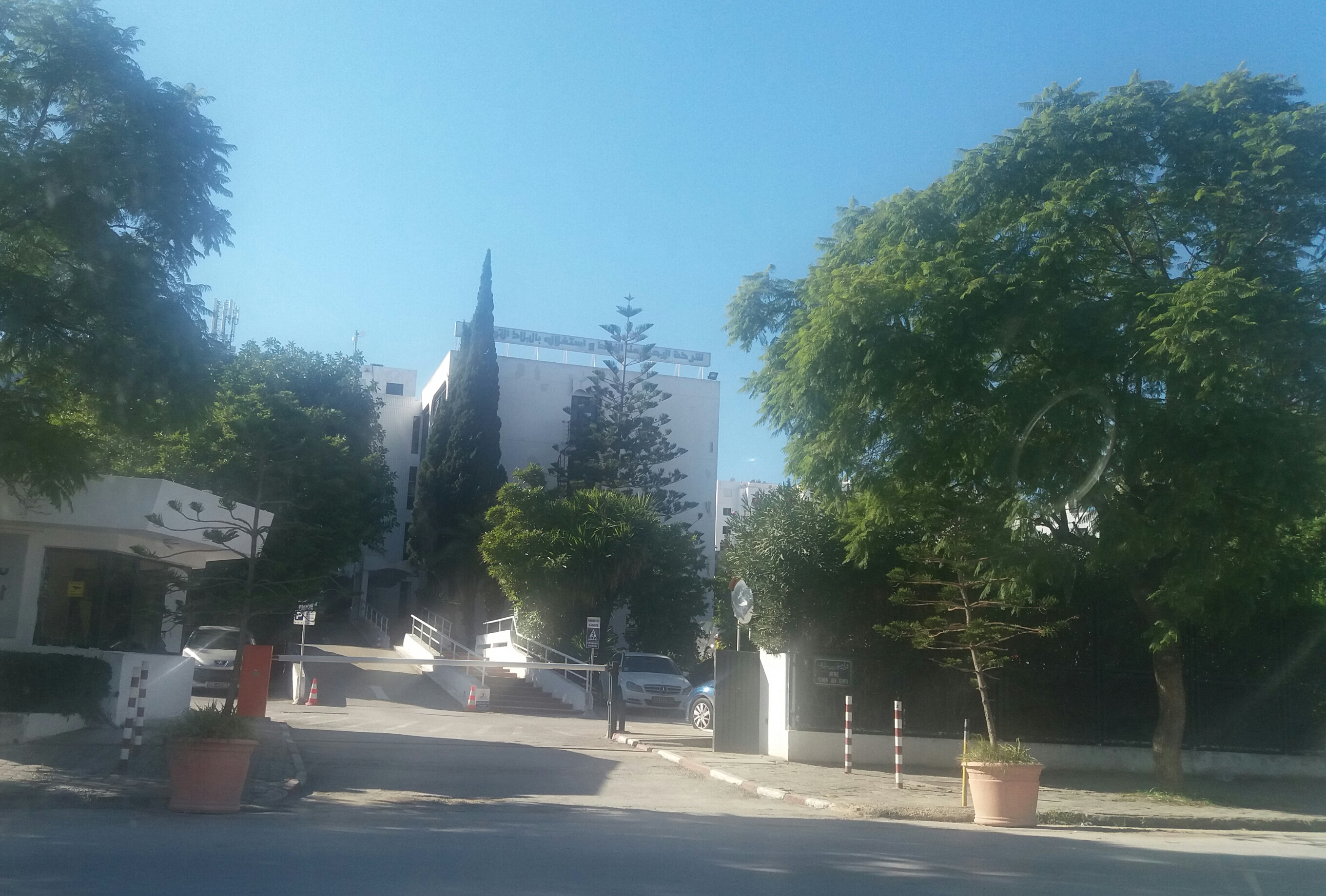
Siège social de la SEREPT.

La Société de recherches et d'exploitation des pétroles en Tunisie (SEREPT) est une société anonyme tunisienne fondée le 29 décembre 1931 sous le nom de Syndicat d'études et de recherches pétrolières en Tunisie.
Son capital est partagé en deux parts de 50 % détenues par l'Entreprise tunisienne d'activités pétrolières et PERENCO Tunisia Oil & Gas Limited.